# Novapus parvus
Novapus parvus är en skalbaggsart som beskrevs av Lea 1919. Novapus parvus ingår i släktet Novapus och familjen Dynastidae. Inga underarter finns listade i Catalogue of Life.